# Ключові рішення
«Поворотні моменти» (англ. Decision Points), також «Ключові рішення», «Точки прийняття рішень» і т. д. — політичні мемуари 43-го президента США Джоджа Вокера Буша, який перебував при владі в 2001-2009 роках.
Офіційний продаж мемуарів стартував 9 листопада 2010 року. Українською мовою книгу переклала Надія Гербіш для видавництва «Брайт Стар Паблішинг».

## Зміст
Мемуари Буша складаються з 481 сторінки і поділені на 14 розділів. Перші два розділи розповідають про його життя до президентства. У першому про події молодості, такі як рішення кинути пити у 1986 році. У другому — його рішення балотуватися на пост губернатора Техасу, а потім президента США. Решта дванадцять розділів про події під час президентства: терористичні напади 11 вересня 2001 року, війни в Іраку і Афганістані, допомога країнам, що розвиваються, внутрішні проблеми, ліквідація наслідків урагану «Катріна», дослідження ембріональних стовбурових клітин, і фінансова криза 2008 року. З написанням книги Бушу допоміг колишній співробітник Білого дому Крістофер Мічел.
Мемуари колишнього президента США Дж. Буша-молодшого — неупереджена, подекуди весела, подекуди трагічна розповідь про історію держави в найбільш вирішальний для неї період за всю історію. Разом із тим ця книга — історія людини, яка, розпочавши свій шлях на запорошених техаських вулицях і пройшовши через труднощі й випробування, насмішки й нерозуміння, змогла перетворитися із нестриманого алкоголіка на сильного президента великої країни. Буш розповідає про свою віру, яка допомогла йому змінитися й стала його найміцнішим внутрішнім стержнем; про кохання, яке знайшов, смажачи шашлики на подвір'ї у друзів, і яке проніс крізь усе життя; про батьків, доньок, найближчих соратників, найзапекліших ворогів; про бейсбол, своїх собак і господарювання на ранчо; про війну з тероризмом і зневірою; про свободу і… Помаранчеву революцію. «Не було ще жодної благородної справи, заради якої не доводилося б приносити щось у жертву», — каже він. І розповідає про свої власні жертви, не боячись виглядати смішним чи залишитися без розуміння.